# Andrew Stanton
Andrew Stanton (* 3. prosince 1965 Rockport, Massachusetts) je americký filmový režisér, scenárista, producent a dabér spolupracující převážně se společností Pixar Animation Studios.
Narodil se v Rockportu v Massachusetts. Jeho filmová práce zahrnuje psaní a režírování filmů Život brouka, Hledá se Nemo a VALL-I, stejně jako akční film společnosti Walt Disney Pictures John Carter: Mezi dvěma světy. Také se podílel na tvorbě scénáře pro filmy Toy Story: Příběh hraček a Příšerky s.r.o.
Filmy Hledá se Nemo a VALL-I získaly Cenu Akademie za nejlepší animovaný celovečerní film. Byl také nominován na tři Ceny Akademie za nejlepší původní scénář pro filmy Hledá se Nemo, VALL-I, a Toy Story: Příběh hraček. Režíroval volné pokračování filmu Hledá se Nemo, Hledá se Dory, které bylo do kin uvedeno v červnu 2016.

## Filmografie
| Rok  | Název                                                   | Režie          |
| ---- | ------------------------------------------------------- | -------------- |
| 1987 | A Story (krátkometrážní)                                | Andrew Stanton |
| 1987 | Mighty Mouse: The New Adventures (TV seriál, 13 epizod) | více režisérů  |
| 1988 | Somewhere in the Arctic (krátkometrážní)                | Andrew Stanton |
| 1995 | Toy Story: Příběh hraček                                | John Lasseter  |
| 1998 | Život brouka                                            | Andrew Stanton |
| 1999 | Toy Story 2: Příběh hraček                              | Ash Brannon    |
| 2001 | Příšerky s.r.o.                                         | Pete Docter    |
| 2003 | Hledá se Nemo                                           | Andrew Stanton |
| 2004 | Úžasňákovi                                              | Brad Bird      |
| 2006 | Auta                                                    | John Lasseter  |
| 2008 | VALL-I                                                  | Andrew Stanton |
| 2012 | John Carter: Mezi dvěma světy                           | Andrew Stanton |
| 2013 | Univerzita pro příšerky                                 | Dan Scanlon    |
| 2016 | Hledá se Dory                                           | Andrew Stanton |